# Wargatie Lake
Wargatie Lake är en sjö i Kanada.   Den ligger i provinsen Manitoba, i den sydöstra delen av landet, 1 900 km väster om huvudstaden Ottawa. Wargatie Lake ligger 596 meter över havet. Arean är 1,6 kvadratkilometer. Den sträcker sig 2,0 kilometer i nord-sydlig riktning, och 1,9 kilometer i öst-västlig riktning.
Trakten runt Wargatie Lake består till största delen av jordbruksmark. Trakten runt Wargatie Lake är nära nog obefolkad, med mindre än två invånare per kvadratkilometer.